# Eriopyga magniorbis
Eriopyga magniorbis är en fjärilsart som beskrevs av Paul Dognin 1914. Eriopyga magniorbis ingår i släktet Eriopyga och familjen nattflyn. Inga underarter finns listade i Catalogue of Life.